# 小林與次右ヱ門
小林 與次右ヱ門（与次右衛門、こばやし よじえもん、1886年〈明治19年〉10月4日 - 1962年〈昭和37年〉11月9日）は、昭和時代の政治家。神奈川県高座郡相模原町長、相模原市長。

## 経歴
神奈川県高座郡上溝村（溝村、上溝町を経て、現相模原市中央区）に生まれる。上溝小学校高等科、津久井郡湘南村葉山島東林教校修業、溝村立上溝実業補習学校を経て、早稲田大学講義録中学科、文学科、法律科などに取り組む。家業の農業に従事する傍ら1911年（明治44年）から1916年（大正5年）まで鳩川農業学校教諭嘱託、助教諭を務め、鎌倉郡立農事講習所講師を歴任した。1932年（昭和7年）神奈川県会議員に当選し、2期務め、1941年（昭和16年）上溝町助役、同年相模原町会議員に転じ、1947年（昭和22年）には相模原町長に就任した。その後、市制施行後初の市長選に当選し、1955年（昭和30年）4月、相模原市長に就任した。
市長在任中は、工場誘致条例の制定、文化財保護条例の制定、住宅団地の造成を行い市の発展の礎を築いたほか、相模原市原水爆禁止運動実行委員会委員長として広島での第1回原水爆禁止世界大会に出席、1958年（昭和33年）「軍縮と国際協力のための世界大会」に日本代表団副団長としてスウェーデンへ出掛けた。1期4年で市長を辞した。
ほか、神奈川県町村会長、全国町村会理事、神奈川県蚕種業組合長、相模原耕地整理組合長、神奈川県農業改良委員などを歴任した。短歌、俳句、川柳などにも造詣が深く、郷土史の研究家としても知られる。

## 著作
- 他『新撰甘藷全書』大日本農業奨励会、1913年。
- 小林与 著『相模ひろはら : 歌集』相模書房誠公社、1958年。

## 伝記
- 小林与次右ヱ門編纂委員会 編『小林与次右ヱ門』小林亮、1985年。